# La celda de cristal (novela)
La celda de cristal (en inglés: The Glass Cell) es una novela de suspenso psicológico de Patricia Highsmith. Fue la décima de sus 22 novelas. Aborda el tema del impacto psicológico y físico del encarcelamiento injusto. Fue publicada en el Reino Unido en 1964 y en los Estados Unidos en 1965. Cuando se publicó por primera vez, la sobrecubierta del libro contenía una advertencia de que su escena inicial era «casi inaceptable».
Fue republicada por W. W. Norton & Company en 2004 y por Virago en 2014.

## Antecedentes
En 1961, Highsmith recibió una carta de un admirador, un recluso que había disfrutado de su novela Deep Water (1957). Intercambiaron varias cartas y ella lo utilizó para investigar, pidiéndole detalles de la vida cotidiana en prisión. Luego se encontró con el relato de un periodista sobre las experiencias de un hombre inocente en prisión, lo que le proporcionó más material. También se basó en el relato de John Bartlow Martin sobre los disturbios de 1952 en la prisión estatal de Míchigan, Break Down the Walls (1954). Ella utilizó su descripción detallada del confinamiento solitario y adoptó su crítica exhaustiva del encarcelamiento en los Estados Unidos. Comenzó a trabajar en la novela en septiembre de 1962. Su título provisional era El Prisionero. En diciembre visitó una prisión cerca de su casa en Pensilvania, aunque sólo pudo verla desde el área de recepción. Escribió gran parte de la novela en Positano en 1963. Su editor en Harper &amp; Brothers rechazó el manuscrito y solicitó cambios importantes, especialmente para establecer el personaje de Carter antes de su encarcelamiento. Highsmith se encontró bloqueada por un tiempo hasta que la aceptación de otros manuscritos (Las dos caras de enero de Doubleday en los Estados Unidos y un cuento de Ellery Queen's Mystery Magazine) le devolvió la confianza, reelaboró el manuscrito y lo entregó a Doubleday y Heinemann en la primavera de 1964. Dedicó la novela a su gato Spider.
Highsmith dedicó un capítulo de su obra de no ficción Plotting and Writing Suspense Fiction (1966) a La celda de cristal como Historia de una novela.

## Trama
La novela comienza con una escena gráfica de violencia carcelaria en la que los guardias cuelgan a un prisionero por los pulgares. Esta tortura sádica deja al hombre con daños permanentes; en prisión, controla el dolor con inyecciones de morfina administradas por el médico. El prisionero es Philip Carter, un joven ingeniero dulce e ingenuo que ha sido condenado a diez años por fraude, aunque en realidad es inocente. Después de que el único amigo cercano que hace en prisión muere en un motín, Carter se deprime prolongadamente, se preocupa menos por su conciencia y se vuelve más violento. Él alberga la idea de que su esposa, Hazel, está teniendo un romance con un abogado, David, quien supuestamente está trabajando para obtener el indulto para Carter. Después de seis años, Carter es liberado. David le ayuda a conseguir empleo pero, a su debido tiempo, el romance se admite y continúa. El carácter y la personalidad de Carter se han transformado por su encarcelamiento: hombre más perspicaz, desconfiado y violento. Cuando se ve obligado a enfrentarse a quienes lo han traicionado, así como a los responsables de su incriminación, las consecuencias son mortales.

## Recepción
Highsmith emplea fuertes matices de escritores rusos, incluido Fiódor Dostoyevski, y la obra fue muy bien recibida por los críticos de todo el espectro. 
En un artículo publicado en The Guardian, Rachel Cooke calificó La celda de cristal de Highsmith como "una obra maestra: Crimen y castigo sin ningún esfuerzo por parte del lector".

## Adaptaciones
La novela fue adaptada al cine en la película homónima (en alemán: Die gläserne Zelle). Fue nominada al Premio de la Academia a la Mejor Película en Lengua Extranjera en 1978. Highsmith tuvo buena opinión de la película, lo que sólo aumentó su consternación cuando el mismo director, Hans W. Geißendörfer, realizó cambios que ella consideró "terribles" al adaptar su novela El diario de Edith.